# Linha aérea regional

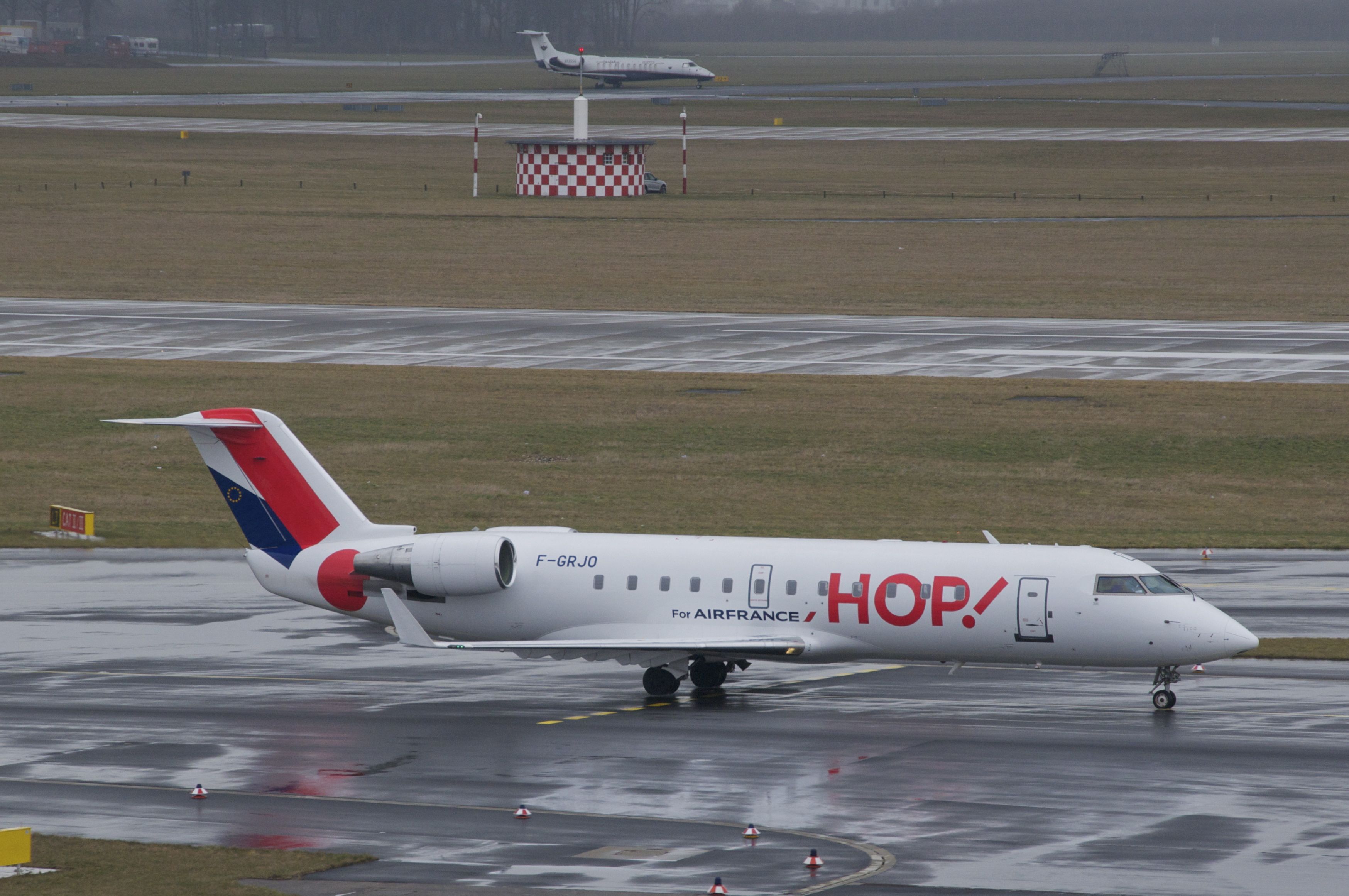
Aeronave Bombardier CRJ100 da linha aérea regional Hop!.

Uma linha aérea regional ou companhia aérea regional (em inglês: commuter airline ou feeder airline), é uma companhia aérea cuja operação se limita a voos de curta/média distância e duração, e que utiliza aeronaves de pequeno porte.
Estas companhias servem para ligar passageiros a linhas aéreas de longo-curso, que utilizam aviões de grande dimensão, e a cidades de pequena dimensão a grandes centros urbanos.
Na Europa, a associação que reúne as companhias aéreas regionais é a European Regions Airline Association (ERA).

## Linhas aéreas regionais
(lista incompleta)
- Abaeté Linhas Aéreas
- Air Minas
- Air Nostrum
- Augsburg Airways
- Brit Air
- CityJet
- Contact Air
- Eurowings
- KLM Cityhopper
- Lufthansa CityLine
- NHT Linhas Aéreas
- Passaredo Transportes Aéreos
- Portugália
- Regional Air Lines
- SATA Air Açores
- Sete Linhas Aéreas
- TRIP Linhas Aéreas

## Aeronaves utilizadas
(exemplos)
- ATR-42
- ATR-72
- Beechcraft 1900
- BAe 146
- De Havilland Canada Dash 8
- Embraer ERJ 145
- Embraer 120 Brasília
- Fokker 100
- Saab 2000